# Kanton Delle
Het Kanton Delle is een kanton van het departement Territoire de Belfort in Frankrijk. Het kanton maakt deel uit van het arrondissement Belfort.

## Geschiedenis
Op 22 maart 2015 werd het aangrenzende kanton Beaucourt opgeheven en werden de zes gemeenten toegevoegd aan het kanton Delle, dat daardoor tegenwoordig 16 gemeenten omvat.

## Gemeenten
Het kanton Delle omvat de volgende gemeenten:
- Beaucourt
- Courcelles
- Courtelevant
- Croix
- Delle
- Faverois
- Fêche-l'Église
- Florimont
- Joncherey
- Lebetain
- Lepuix-Neuf
- Montbouton
- Réchésy
- Saint-Dizier-l'Évêque
- Thiancourt
- Villars-le-Sec

Arrondissement Belfort: Bavilliers · Belfort-1 · -2 · -3 · Châtenois-les-Forges · Delle · Giromagny · Grandvillars · Valdoie